# 織田長益
織田 長益（おだ ながます）は、安土桃山時代から江戸時代初期の大名・茶人。長益系織田家嫡流初代。
織田信秀の十一男。
有楽 如庵（うらく じょあん）と号したため、織田 有楽斎（おだ うらくさい）として言及される場合も多い。

## 生涯

### 信長時代
織田信長の弟の一人であるが、信長とは年齢が13歳離れており、前半生の事歴はあまりわかっていない。母は信秀の側室のうちの一人と推測されるも、不詳。
天正2年（1574年）、尾張国知多郡を与えられ、大草城を改修する。以降、信長の長男・織田信忠の旗下にあったと思われ、甲州征伐などに従軍している。
天正9年（1581年）の京都御馬揃えでは信忠・信雄・信包・信孝・津田信澄の後に続いている。
天正10年（1582年）の左義長での順は、信忠・信雄・長益・信包となっている。甲州征伐では木曽口から鳥居峠を攻め、木曽勢に助力して鳥居峠を攻略。降伏した深志城の受け取り役を務める。また、森長可・団忠正と共に上野国に出兵し、小幡氏を降伏させている。

### 本能寺の変後
同年の本能寺の変の際は、信忠とともに二条新御所にあったが、長益自身は御所を脱出し、近江国安土を経て岐阜へ逃れたとされる。
変後は甥の信雄に仕え、検地奉行などを務める。小牧・長久手の戦いでは、信雄方として徳川家康に助力。蟹江城合戦では大野城の山口重政救援、下市場城攻略にも参陣しており、蟹江城の滝川一益の降伏を仲介した。戦後家康と羽柴秀吉の講和に際して折衝役を務めている。また、佐々成政と秀吉の間を斡旋したともいう。
天正16年（1588年）、豊臣姓を下賜された。
天正18年（1590年）の信雄改易後は、秀吉の御伽衆として摂津国島下郡味舌（現在の大阪府摂津市）2000石を領した。この頃、剃髪して有楽と称す。姪の淀殿とは庇護者として深い関係にあり、鶴松出産の際も立ち会っている。

### 関ヶ原の戦い
秀吉死後、家康と前田利家が対立した際には、徳川邸に駆けつけ警護している。
関ヶ原の戦いでは東軍に属し、長男・長孝とともに総勢450の兵を率いて参戦。寡兵ながら小西隊・大谷隊・石田隊・宇喜多隊と転戦して戦闘し、一時は本多忠勝の指揮下に入り、大山伯耆などの石田隊の横撃部隊を撃退している。また、長孝が戸田重政、内記親子の首を取る。更には有楽自身も石田家臣の蒲生頼郷を討ち取るなどの戦功を挙げる。
織田隊は西軍の有力武将の首級を2つ取るという活躍を見せ、戦後にその功績を認められ、有楽は大和国内で3万2000石、長孝は美濃野村に1万石を与えられた。

### 江戸幕府政権下

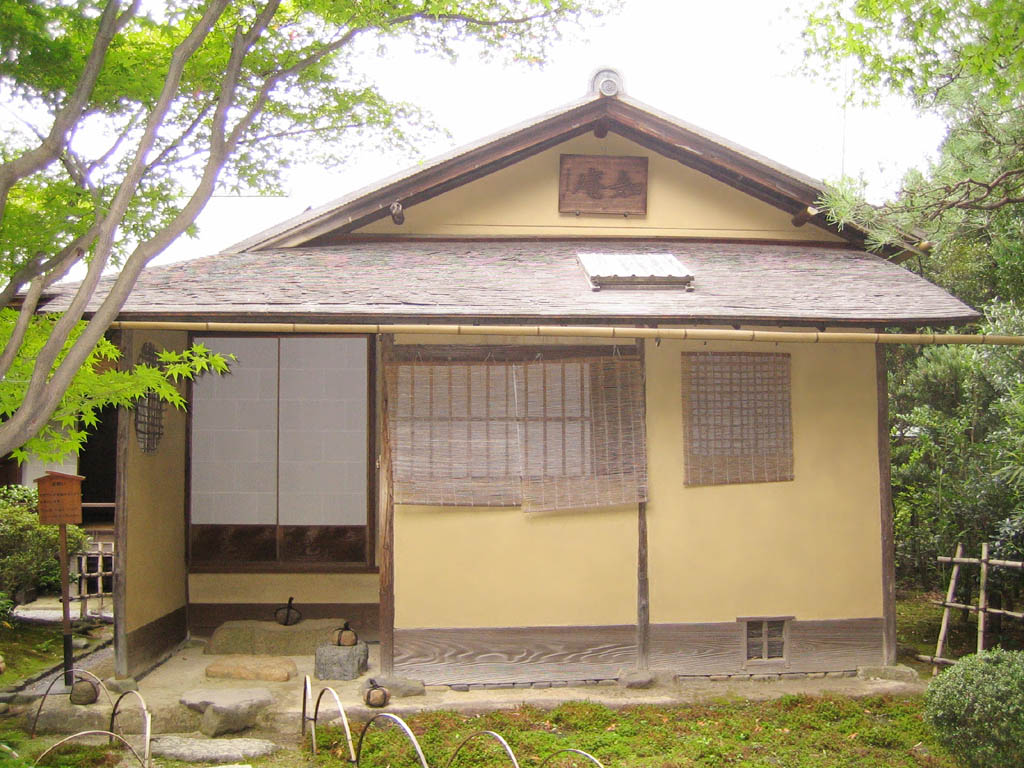
国宝茶室如庵（現在は愛知県犬山市名鉄犬山ホテル内の有楽苑（うらくえん）に移築されている）

戦後も豊臣家に出仕を続け、淀殿を補佐した。このころ建仁寺の子院・正伝院（現在の正伝永源院）を再建し、院内に茶室・如庵を設けた。正伝永源院には長益夫妻、孫・長好らの墓がある。また、長益夫妻、孫娘（次男・頼長の娘）、兄・信包らの肖像画も伝わっている。
大坂冬の陣の際にも大坂城にあり、大野治長らとともに穏健派として、豊臣家を支える中心的な役割を担った。一方、嫡男の頼長は強硬派であり、和平派としばしば対立している。冬の陣後、治長と共に和睦を締結させ、家康に人質を出すが、大坂夏の陣を前にして再戦の機運が高まる中、家康・秀忠に対し、「誰も自分の下知を聞かず、もはや城内にいても無意味」と許可を得て、豊臣家から離れた。
大坂退去後は京都に隠棲し、茶の湯に専念し、趣味に生きた。
元和元年（1615年）8月、四男・長政、五男・尚長にそれぞれ1万石を分け与え、有楽本人は隠居料として1万石を手元に残した。
元和7年（1622年）12月13日、京都で死去。享年75。

## 子孫
庶長子の長孝は関ヶ原の合戦において、父と共に東軍として参加して戦功を挙げ、1万石を与えられて大名に取り立てられ（野村藩）、事実上幕府から分家を認められた。嫡子の頼長は、関ヶ原の戦い後も父とともに豊臣秀頼に仕えた。
四男・長政と五男・尚長は元和元年（1615年）に父が隠棲した際に、有楽が大和国内に領する3万石を分割して1万石ずつを与えられた。長政が戒重藩（後の芝村藩）、尚長が柳本藩の藩祖であり、いずれも1万石の外様大名として明治まで続いた。なお、有楽自身が隠居料として取った1万石は有楽の死とともに江戸幕府に収公されている。ただし、長孝の子の長則が父の遺領でなく、祖父長益の遺領味舌藩を襲封していたとする説もある。

## 人物・逸話
- 千利休に茶道を学び、利休十哲の一人にも数えられる。後には自ら茶道有楽流を創始した。また、京都建仁寺の正伝院を再興し、ここに立てた茶室如庵は現在、国宝に指定されている。
- 『義残後覚』・『明良洪範』など後世の編纂書では本能寺の変の際に信忠に自害を進言したのは長益だとされ、その後の逃亡劇を、京の民衆たちに「織田の源五は人ではないよ お腹召せ召せ 召させておいて われは安土へ逃げるは源五 むつき二日に大水出て おた（織田）の原なる名を流す」と皮肉られたという。
- 大坂の陣では有楽が堺占拠の際捕らえられた今井宗薫を赦すなど穏健的行動をとっていたのに対し、嫡男・頼長は片桐且元殺害を計画し、織田信雄を大坂方の総大将に担ごうとするなど、過激的行動を幕府側にも警戒されており、有楽とも対立していた。また一説によると頼長は冬の陣では病と称して攻撃に加わらないなどの不審な行動が多く、夏の陣前に「自分を司令官にしろ」と主張して諸将の反対にあい出奔したとも伝えられる。有楽の大坂城退去は、この頼長の奇行も原因のひとつとされている。
- 長益の所持していた大井戸茶碗（おおいどちゃわん）は、その来歴から「有楽井戸」の名を持つ。
- ツバキの一品種「太郎冠者」は別名「有楽」ともいうが、この名は長益（有楽）がこの品種を愛したことによる。学名もCamellia urakuである[5]。

## 有楽町
東京都千代田区の有楽町（ゆうらくちょう）という町名は、長益の号「有楽」に由来し、茶人としても名をはせた有楽は関ヶ原の戦いのあと、徳川方に属し、数寄屋橋御門の周辺に屋敷を拝領し、その屋敷跡が有楽原と呼ばれていたことから、明治時代に「有楽町」と名付けられたとの説がある。
その他、大阪府にも有楽に由来する町名がかつて存在した。堺の宿院頓宮の南側（現・堺市堺区宿院町東2丁・同3丁の各一部）は、江戸時代から1872年（明治5年）まで有楽町（うらくちょう）という町名で、有楽から今井宗薫に譲られた屋敷があった。現在も今井屋敷跡碑が立っている。また、大阪市西成区の玉出地区の北東部（現・大阪市西成区天下茶屋3丁目・岸里東1丁目の各一部）も、1927年（昭和2年）から1973年（昭和48年）まで有楽町（うらくちょう）という町名だった。西成郡勝間村時代から字名として存在しており、有楽が居住したといわれる場所で、天下茶屋駅と聖天坂駅の中間に位置する区域には、現在も「有楽」を冠したマンション名などが点在する。

## 織田長益を主題とした作品
- 堀和久『織田有楽斎』（講談社、1992年 / 講談社文庫、1997年）
- 斎藤史子『小説・織田有楽斎 幻の茶器』（ 淡交社、2003年）
- 岳宏一郎「花の下 織田有楽斎」（『花鳥の乱―利休の七哲』収録、講談社、1997年 / 講談社文庫、2001年）
- 菅靖匡『小説 織田有楽斎』（学研M文庫、2010年）
- 天野純希「有楽斎の城」（初出:『決戦！関ヶ原』講談社、2014年 / 講談社文庫、2017年、再録：『有楽斎の戦』講談社、2017年 / 講談社文庫、2020年）
- 天野純希「有楽斎の戦」（『有楽斎の戦』収録、講談社、2017年 / 講談社文庫、2020年）
- 岳真也『織田有楽斎　利休を超える戦国の茶人』（大法輪閣、2020年）

## 関連作品
テレビドラマ
- 『葵 徳川三代』（2000年、NHK大河ドラマ、演：平松慎吾）
- 『真田丸』（2016年、NHK大河ドラマ、演：井上順）

漫画
- へうげもの（山田芳裕）

小説
- 『幸村を討て』（今村翔吾）